# Dublin
Dublin (irski: Baile Átha Cliath) je glavni i najveći grad Irske. Najvažniji je irski grad još od vremena srednjeg vijeka, a suvremeni Dublin gospodarsko je, upravno i kulturno središte cijelog Irskog otoka, s jednom od najvećih stopa rasta među glavnim gradovima Europe.

## Zemljopis
Dublin se nalazi se na istočnoj obali Irskog otoka uz široku dolinu rijeke Liffey, tri kilometra od točke u kojoj se ona ulijeva u Irsko more. Ima umjerenu klimu i relativno male količine padalina, dok snijeg pada oko deset dana godišnje.

## Povijest
Prema grčkom astronomu i kartografu Ptolomeju, najranije naseljavanje područja današnjeg Dublina odvijalo se oko 140. godine i odnosilo se na naselje Eblana Civitas. Naselje Dubh Linn datira još dalje u prošlost, vjerojatno oko 100. pr. Kr., dok je nešto kasnije tamo izgrađen samostan. Sam grad su 841. godine osnovali Vikinzi, te tim područjem vladali skoro dvjesto godina, sve dok ih irski kralj Brian Boru nije porazio 1014. godine.
No, irska vladavina bila je kratkoga vijeka. Već 150 godina nakon osvajanja Dublina kralj Henrik II. godine 1171. proglašava svoju vlast nad gradom te postavlja temelje za gotovo 750 godina engleske vladavine, pod čijom se upravom Dublin razvio u upravno središte cijele Irske. Od 14. do 16. stoljeća Dublin i njegova okolica tvore najveće područje pod engleskom vlašću. Parlament je nekoliko stoljeća bio smješten u Droghedi, ali je trajno prebačen u Dublin kada je Henrik VII. osvojio Kildare 1504. godine.
Od 17. stoljeća grad se proširio izvanrednom brzinom. Georgijanski Dublin je neko vrijeme bio drugi najmnogoljudniji grad Ujedinjenog Kraljevstva, odmah poslije Londona, te peti grad u Europi. Većina arhitekture datira iz georgijanskog razdoblja te se to vrijeme smatra zlatnim godinama grada. U to doba je osnovana i pivovara Guinness, jedno od prepoznatljivih simbola Dublina i cijele Irske, a Händelov oratorij "Mesija" je ovdje doživio praizvedbu, zajedničkim nastupom zborova Kristove crkve i Katedrale sv. Patrika.
Nakon 1800. godine, premještanjem vlade u Westminster, razvoj Dublina je usporen, no ostao je upravno središte te je također bio važan čimbenik u razvoju Irske u industrijskoj revoluciji.
Uskrsni ustanak 1916. godine, koji se dogodio na nekoliko mjesta u Dublinu, donio je mnogo štete gradskoj infrastrukturi i doveo do uništavanja gradskog centra. Irski rat za neovisnost i Irski građanski rat također su uništili grad, ostavivši neke od najznačajnijih dublinskih objekata u ruševinama. Vlada Irske slobodne države obnovila je grad te utemeljila parlament (Dáil). Dublin je do danas ostao središtem Republike Irske.
Od početka Anglo-Saksonske i Normanske vladavine u 12. stoljeću, Dublin je bio glavni grad raznih geopolitičkih jedinica na Irskom otoku: Kneževine Irske (1171. – 1541.), Kraljevine Irske (1541. – 1800.), Irske kao sastavnog dijela Ujedinjenog Kraljevstva (1801. – 1922.), Irske Slobodne Države (1922. – 1937.) i od 1922. godine suvremene Republike Irske.

## Stanovništvo

### Demografija
Dublin kao formalni grad zauzima područje Dublinskog koncila, a zajedno s područjima Dun Laoghaire-Rathdownom, Fingalom te Južnim Dublinom čini Dublinski okrug. Područje Dublinskog okruga još je poznato kao Urbani Dublin ili Dublinsko metropolitansko područje.
Prema popisu stanovništva iz 2006. godine, područje Dublinskog koncila imalo je 505.739 ljudi. Na istom popisu cijeli Dublinski okrug imao je 1.185.159, a područje utjecaja Dublina 1.661.185 stanovnika. Gradsko stanovništvo se povećava velikom brzinom te je procijenjeno da ce doseći 2,1 milijun stanovnika 2021. godine. Danas oko 40% populacije Republike Irske živi do 100 km od centra Dublina.
Dublin ima dugačku povijest iseljavanja koja je trajala sve do ranih 1990-ih, od kada grad prerasta u imigracijsko područje, što je uzrokovano naglim razvitkom grada. Strani državljani u gradu su obično mladi i slobodni, a najveći broj ih dolazi iz Europske unije, posebice Ujedinjenog Kraljevstva, Poljske i Litve. Također ima poveći broj useljenika izvan Europe, posebice iz Kine, Nigerije, Brazila, Australije i Novog Zelanda. Ukupno oko 10% stanovništva Republike Irske čine imigranti.

### Narodnosni sastav
Prema Središnjem uredu za statistiku (Central Statistics Office Ireland), etnički sastav Dublina u popisu stanovništva 2006. bio je:
| Etnička grupa         | Postotak            |
| --------------------- | ------------------- |
| Bijelci (Irci)        | 83,1%               |
| Bijelci (ostali)      | 8,06%               |
| Azijati               | 2,63% (0.9% Kinezi) |
| Crnci                 | 1,81%               |
| Miješane rase i drugi | 1,86%               |

## Gospodarstvo
U Dublinu su zastupljene elektronička, prehrambena, kemijska i tekstilna industrija. Također je razvijen i turizam. Od osamdesetih godina, kada Intel otvora svoju poslovnicu u Irskoj, zbog niskih stopa poreza i obrazovane radne snage Dublin postaje mjesto inozemnih ulaganja. U Dublinu su i europska sjedišta nekih vodećih svjetskih tvrtki, poput Google-a, Hewlett-Packarda ili Microsofta. Prema istraživanju BBC-a iz 2003. na uzorku od 11.200 stanovnika u 112 urbanih i ruralnih područja, Dublin je bio najbolji europski glavni grad za život.

## Kultura

### Obrazovanje
Godine 1592. u Dublinu je osnovan Trinity College, najstarije irsko sveučilište, koje, uz mnoštvo drugih publikacija, čuva i važne bogato oslikane srednjovjekovne rukopise, poput Knjige Kellsa iz ranog 9. stoljeća i Knjige iz Leinstera, iz sredine 12. stoljeća. Irsko katoličko sveučilište (Catholic University of Ireland) osnovano je 1850. godine.

### Kulturne ustanove
U Dublinu se nalaze Irska nacionalna galerija (National Gallery of Ireland), osnovana 1864. godine i Irski nacionalni muzej (National museum of Ireland), osnovan 1877. godine, kao i Nacionalna knjižnica Irske (National Library of Ireland). Godine 1904. osnovano je i nacionalno Kazalište Abbey.

### Arhitektura i znamenitosti
U Dublinu nema nebodera te gotovo nema stambene ili poslovne zgrade čija visina nadmašuje tri kata, zbog toga što je najduže razdoblje gradske i stambene izgradnje bilo u kasnom 18. stoljeću tijekom georgijanskog razdoblja, kada su građene niske zgrade i široke ulice. Jedna od rijetkih iznimaka je velika pivovara u Guinnessovu vlasništvu. Samo je nekoliko sačuvanih građevina iz ranijeg razdoblja. Među njima su dvorac Dublin, čija je izgradnja počela 1200. godine, Kristova crkva (Christ Church), katedrala sv. Patrika i bolnica Kilmainham. Jedna od novijih znamenitosti je Dublinska igla. Temple bar dublinska je četvrt u kojoj se nalaze razne kulturne institucije, ali i mnogo tradicionalnih irskih pubova.
Godine 1991. Dublin je izabran za kulturnu metropolu Europe.

### Poznate osobe
- Jonathan Swift (1667. – 1745.), književnik
- Richard Brinsley Sheridan (1751. – 1816.), političar i pisac
- Oscar Wilde (1854. – 1900.), književnik
- George Bernard Shaw (1856. – 1950.), književnik
- William Butler Yeats (1865. – 1939.), književnik
- Sean O’Casey (1880. – 1964.), književnik
- James Joyce (1882. – 1941.), književnik
- Samuel Beckett (1906. – 1989.), književnik
- Iris Murdoch (1919. – 1999.), filozofkinja

### Šport
Nogomet:
- Bohemian F.C.
- Shamrock Rovers F.C.
- St Patrick's Athletic F.C.
- Shelbourne F.C.
- University College Dublin A.F.C.

## Gradovi prijatelji
- Barcelona (od 1998.)[8]
- Liverpool (od 1997.)[8]
- San Jose (od 1986.)[8]

## Vanjske poveznice

### Ostali projekti
|  | Zajednički poslužitelj ima još gradiva o temi Dublin |

### Mrežna mjesta
- www.dublincity.ie, službene stranice grada Dublina (engl.)
- www.visitdublin.com  Arhivirana inačica izvorne stranice od 20. veljače 2016. (Wayback Machine), stranice turističkog ureda grada Dublina (engl.)
- Foto galerija
- James Joyce, Dublinci, www.academia.edu